# Eleccions regionals de Sardenya de 2014
Les eleccions regionals de Sardenya de 2014 van tenir lloc el 16 de febrer de 2014. En aquestes, Francesco Pigliaru del Partit Demòcrata va derrotar al titular Ugo Cappellacci de Forza Itàlia. Per altra banda, la combinació del nacionalisme sard, molt fragmentat, es va situar en el 26%.

## Nou sistema electoral
L'any 2013 es va tornar a modificar la llei electoral sarda. Mentre el president de Sardenya i el primer líder de l'oposició encara són elegits en escrutini plurinominal, 58 consellers, en lloc de 64 com abans, són elegits per llistes de partit sota una forma de representació semiproporcional. La coalició guanyadora rep escons addicionals, que es reparteixen entre tots els partits majoritaris utilitzant el mètode D'Hondt, com passa entre les llistes perdedores. A continuació, cada partit distribueix els seus escons a les seves llistes provincials, on els candidats són seleccionats obertament.
El llindar electoral es fixa en un 10% per a coalicions i un 5% per a partits únics. No es fixa cap llindar electoral per als partits dins d'una coalició. El líder de l'aliança que rep una majoria de vots i almenys el 25% esdevé el president de Sardenya.
|                                                                                                  |                    |           |        |        |                                      |                                |         |        |        |
| Candidats                                                                                        | Candidats          | Vots      | %      | Escons | Partits                              | Partits                        | Vots    | %      | Escons |
|                                                                                                  | Francesco Pigliaru | 312,982   | 42.45  | 1      |                                      | Partit Democràtic              | 150,492 | 22.06  | 18     |
|                                                                                                  | Francesco Pigliaru | 312,982   | 42.45  | 1      | Esquerra Ecologia Llibertat          | 35,376                         | 5.18    | 4      |        |
|                                                                                                  | Francesco Pigliaru | 312,982   | 42.45  | 1      | Partit dels sards                    | 18,178                         | 2.66    | 2      |        |
|                                                                                                  | Francesco Pigliaru | 312,982   | 42.45  | 1      | Rossomori                            | 13,892                         | 2.63    | 2      |        |
|                                                                                                  | Francesco Pigliaru | 312,982   | 42.45  | 1      | Centre Democràtic                    | 14,451                         | 2.11    | 2      |        |
|                                                                                                  | Francesco Pigliaru | 312,982   | 42.45  | 1      | Partit de la Refundació Comunista    | 13,892                         | 2.03    | 2      |        |
|                                                                                                  | Francesco Pigliaru | 312,982   | 42.45  | 1      | Unió Popular Cristiana               | 11,639                         | 1.70    | 1      |        |
|                                                                                                  | Francesco Pigliaru | 312,982   | 42.45  | 1      | Partito Socialista                   | 9,518                          | 1.39    | 1      |        |
|                                                                                                  | Francesco Pigliaru | 312,982   | 42.45  | 1      | Itàlia dels Valors – Verds           | 7,551                          | 1.10    | 1      |        |
|                                                                                                  | Francesco Pigliaru | 312,982   | 42.45  | 1      | Indipendèntzia Repùbrica de Sardigna | 5,599                          | 0.82    | 1      |        |
|                                                                                                  | Francesco Pigliaru | 312,982   | 42.45  | 1      | La Base                              | 4,897                          | 0.71    | 1      |        |
| Total                                                                                            | Total              | 312,982   | 42.45  | 1      | 289,573                              | 42.45                          | 35      |        |        |
|                                                                                                  | Ugo Cappellacci    | 292,395   | 39.65  | 1      |                                      | Forza Itàlia                   | 126,327 | 18.52  | 10     |
|                                                                                                  | Ugo Cappellacci    | 292,395   | 39.65  | 1      | Unió del Centre                      | 51,923                         | 7.61    | 4      |        |
|                                                                                                  | Ugo Cappellacci    | 292,395   | 39.65  | 1      | Riformatori Sardi                    | 41,060                         | 6.02    | 3      |        |
|                                                                                                  | Ugo Cappellacci    | 292,395   | 39.65  | 1      | Partit Sard d'Acció                  | 31,886                         | 4.67    | 3      |        |
|                                                                                                  | Ugo Cappellacci    | 292,395   | 39.65  | 1      | Germans d'Itàlia                     | 19,275                         | 2.82    | 1      |        |
|                                                                                                  | Ugo Cappellacci    | 292,395   | 39.65  | 1      | Unió de Sardenyes                    | 17,728                         | 2.60    | 1      |        |
|                                                                                                  | Ugo Cappellacci    | 292,395   | 39.65  | 1      | Movimento Sardegna Zona Franca       | 11,150                         | 1.63    | 1      |        |
| Total                                                                                            | Total              | 292,395   | 39.65  | 1      | 299.349                              | 43.89                          | 23      |        |        |
|                                                                                                  | Michela Murgia     | 75,981    | 10.30  | –      |                                      | Projecte República de Sardenya | 18,845  | 2.76   | –      |
|                                                                                                  | Michela Murgia     | 75,981    | 10.30  | –      | Gent                                 | 15,271                         | 2.24    | –      |        |
|                                                                                                  | Michela Murgia     | 75,981    | 10.30  | –      | Comunitats                           | 12,074                         | 1.77    | –      |        |
| Total                                                                                            | Total              | 75,981    | 10.30  | –      | 46,190                               | 6.77                           | –       |        |        |
|                                                                                                  | Mauro Pili         | 42,236    | 5.72   | –      |                                      | Units                          | 19,356  | 2.83   | –      |
|                                                                                                  | Mauro Pili         | 42,236    | 5.72   | –      | Mauro Pili for President             | 11,454                         | 1.68    | –      |        |
|                                                                                                  | Mauro Pili         | 42,236    | 5.72   | –      | Fortza Paris                         | 5,018                          | 0.73    | –      |        |
|                                                                                                  | Mauro Pili         | 42,236    | 5.72   | –      | Sobirania                            | 1,231                          | 0.18    | –      |        |
| Total                                                                                            | Total              | 42,236    | 5.72   | –      | 37.059                               | 5.43                           | –       |        |        |
|                                                                                                  | Pierfranco Devias  | 7,626     | 1.03   | –      |                                      | Front Unit Independentista     | 4,772   | 0.70   | –      |
|                                                                                                  | Luigi Amedeo Sanna | 6,085     | 0.82   | –      |                                      | Movimento Zona Franca          | 5.079   | 0.74   | –      |
|                                                                                                  |                    |           |        |        |                                      |                                |         |        |        |
| Vots invàlids                                                                                    | Vots invàlids      | 37,634    | –      |        |                                      |                                |         |        |        |
| Total candidats                                                                                  | Total candidats    | 737,305   | 100.00 | 2      | Total partits                        | Total partits                  | 682,022 | 100.00 | 58     |
| Votants registrats                                                                               | Votants registrats | 1,480,332 | 52.34  |        |                                      |                                |         |        |        |
| Font: Regió Autònoma ode Sardenya – Resultats (1,828 de 1,836 President; 1,824 de 1,826 llistes) |                    |           |        |        |                                      |                                |         |        |        |